# سندرم حاد کرونری

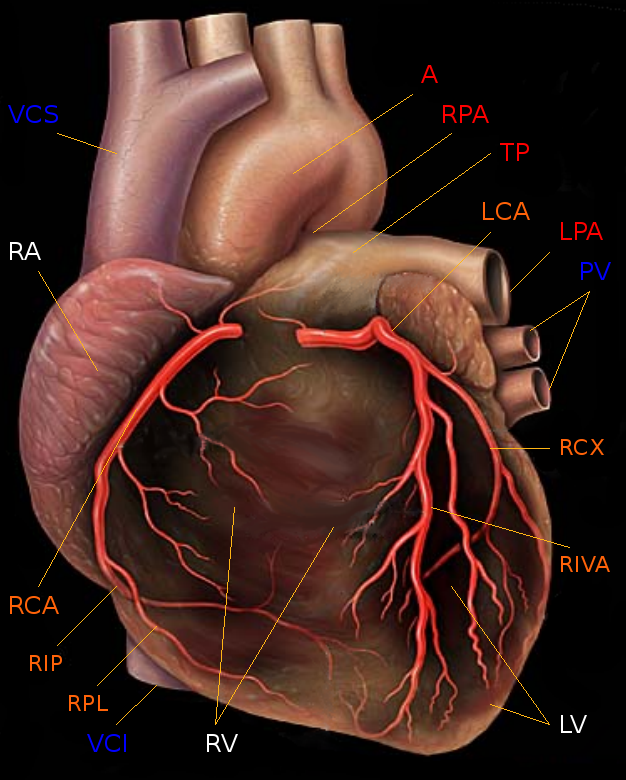
آناتومی قلب و عروق کرونری به رنگ قرمز

سندرم حاد کرونری ( ACS) مجموعه ای از علائم و نشانه‌های بیماری است که به دلیل کاهش جریان خون در شریان‌های کرونری به وجود می‌آید. در این سندروم بخشی از عضله قلب قادر نیست به درستی کار کند یا از کار می‌افتد.
شایع‌ترین و متداول‌ترین علامت این سندرم، درد در مرکز قفسه سینه است که اغلب به شانه چپ یا زاویه ای از فک سرایت می‌کند، حالت له کننده دارد، مرکزی و همراه با حالت تهوع و تعریق است. بسیاری از افراد مبتلا به سندرم حاد کرونری علائمی غیر از درد قفسه سینه دارند. این مسئله به ویژه در زنان، افراد مسن و افراد مبتلا به بیماری دیابت، مشاهده می‌شود.
سندرم حاد کرونری بسته به طول مدت علائم، وجود تغییرات ECG و نتایج آزمایش خون به سه دسته تقسیم می‌شود:
- انفارکتوس میوکارد با ارتفاع ST (STEMI، ۳۰٪)
- انفارکتوس میوکارد با افزایش ST (NSTEMI، ۲۵٪)
- آنژین ناپایدار (۳۸٪).

به‌طور کلی، زمانی که علائم برای کمتر از ۳۰ دقیقه بروز داده می‌شود، این سندروم آنژین ناپایدار تلقی خواهد شد. زمانی که علائم بیش از ۳۰ دقیقه طول بکشد، تشخیص آن آنفارکتوس حاد میوکارد است. ACS باید از سندروم دیگری به نام آنژین پایدار که در حین فعالیت بدنی یا استرس ایجاد می‌شود و در حالت استراحت برطرف می‌گردد، تمایز داده شود. برخلاف آنژین پایدار، آنژین ناپایدار به‌طور ناگهانی، اغلب در حالت استراحت یا با کمترین تقلا، یا با درجات کمتری از فشار نسبت به آنژین قبلی فرد ("آنژین کرسندو") پدید می‌آید. آنژین تازه به وجود آمده نیز آنژین ناپایدار در نظر گرفته می‌شود، زیرا نشان دهنده یک مشکل جدید در شریان کرونر است.